# 1994-es magyar tekebajnokság
Az 1994-es magyar tekebajnokság az ötvenhatodik magyar bajnokság volt. A bajnokságot december 3. és 4. között rendezték meg Budapesten, a Postás pályáján.

## Eredmények
| Versenyszám            | Arany                                                  | Arany | Ezüst                                                | Ezüst | Bronz                                    | Bronz |
| ---------------------- | ------------------------------------------------------ | ----- | ---------------------------------------------------- | ----- | ---------------------------------------- | ----- |
| Férfi napi egyéni      | Mészáros József BKV Előre                              | 976   | Szabó Sándor Ferencvárosi TC                         | 958   | Tősi Pál Agria Bútor                     | 947   |
| Férfi páros            | Nagy Lajos, Papp Béla Elmax Vasas                      | 1858  | Szabó Sándor, Klakk János Ferencvárosi TC            | 1841  | Mészáros József, Fekete Mátyás BKV Előre | 1789  |
| Férfi összetett egyéni | Mészáros József BKV Előre                              | 1896  | Nagy Lajos Elmax Vasas                               | 1881  | Szabó Sándor Ferencvárosi TC             | 1873  |
| Női napi egyéni        | Bödőné Mracskó Annamária Szegedi ESK                   | 460   | Pocsainé Molnár Zsuzsanna Szegedi ESK                | 455   | Kovácsné Grampsch Ágota Ferencvárosi TC  | 446   |
| Női páros              | Kovácsné Grampsch Ágota, Szenczi Judit Ferencvárosi TC | 888   | Török Marianna, Bödőné Mracskó Annamária Szegedi ESK | 886   | Drajkó Imréné, Zacsovics Ágnes BKV Előre | 881   |
| Női összetett egyéni   | Kovácsné Grampsch Ágota Ferencvárosi TC                | 913   | Bödőné Mracskó Annamária Szegedi ESK                 | 909   | Tóth Mária Ózdi VTC                      | 900   |